# ECEF

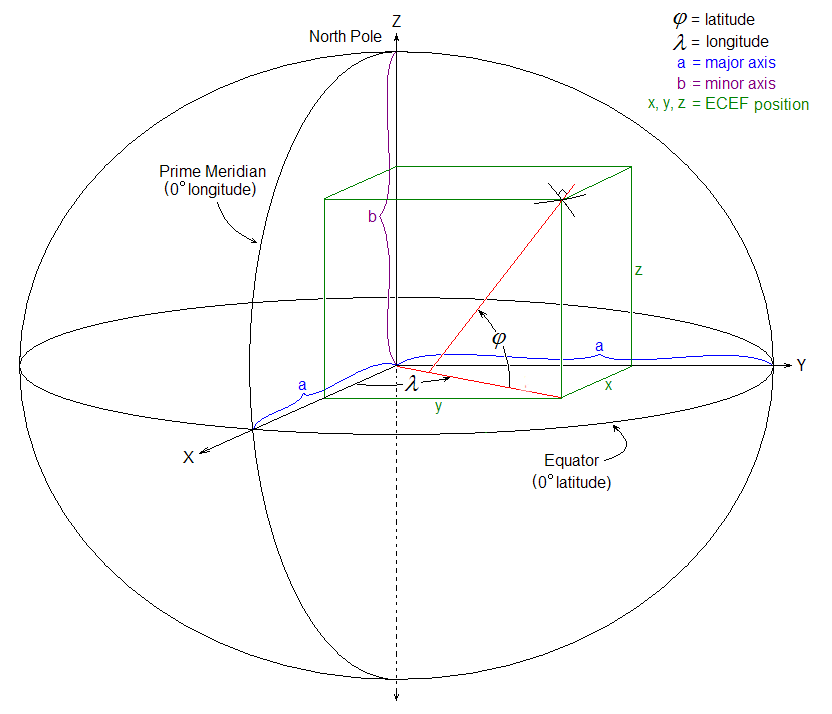
ECEF

ECEF(Earth-Centered Earth-Fixed) 또는 지구중심고정좌표계는 지구의 중력 중심을 원점으로 하는 좌표계로, GPS에서 사용되는 좌표체계이다.
질량 중심에서 X, Y 및 Z 측정값으로 지구 주변(표면, 내부, 대기 및 주변 우주 공간 포함)의 위치를 나타내는 데카르트 공간 참조 시스템이다. 가장 일반적인 용도는 위성의 궤도를 추적하고 지구 표면의 위치를 측정하기 위한 위성 항법 시스템이지만 지각 운동 추적과 같은 응용에도 사용된다.

## 같이 보기
- 지구 중심 관성